# Great Wall of Ulidia
Der Great Wall of Ulidia ist eine Linie von Erdwerken (englisch great wall of (Ulidia) Ulster) aus der Eisenzeit Irlands. Sie zieht sich am Rande von Ulster, vom Norden des County Leitrim bis zum Süden des County Down hin. Sie wird durch Berge, Seen (z. B. den Lough Muckno in Monaghan – „der See, wo das Schwein schwimmt“) und Moore unterbrochen und ist daher mit unterschiedlichen Namen versehen. 
- Der Dane’s Cast liegt in den Countys Down und Armagh (Lage).
- Die Dorsey liegt im County Armagh (Lage).
- Der Black Pig’s Dyke liegt im County Monaghan.[1]
- Der Worm Ditch liegt im County Cavan.[2]

Reste finden sich in den Countys Leitrim und Longford. Die vor der Zeitenwende entstandene Erdwerkslinie besteht aus Wall und Graben und war vermutlich mit einer Palisade versehen. Wahrscheinlich diente sie als territoriale Grenze und steht als Beleg für die instabilen Verhältnisse während der Eisenzeit in Irland.